# Anna Lehr

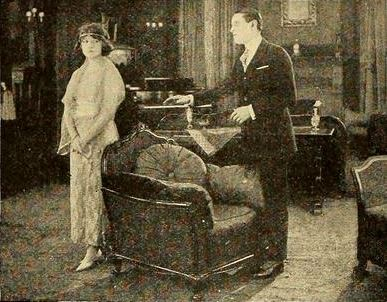
Anna Lehr e Taylor Holmes em Upside Down (1919)

Anna Lehr (Nova Iorque, NI, 17 de novembro de 1890 – Santa Mônica, Califórnia, 22 de janeiro de 1974) foi uma atriz de teatro e cinema norte-americana.
Ela foi casada com Edwin McKim; sua filha foi a atriz Ann Dvorak.

## Filmografia selecionada
- Should a Woman Divorce? (1914)
- The White Scar (1915)[5]
- Civilization's Child (1916)
- Grafters (1917)
- Parentage (1917)
- Men (1918)
- Laughing Bill Hyde (1918) (com Will Rogers)
- The Birth of a Race (1918)
- The Darkest Hour (1919)[6]
- A Child for Sale (1920)
- Cheated Hearts (1921)
- Mr. Barnes of New York (1922)